# Добывалово
Добывалово — деревня в Валдайском районе Новгородской области. Входит в Едровское сельское поселение.

## География
Деревня расположена на железнодорожной ветке Валдай — Старая Русса и прямо на трассе М10 (есть автобусная остановка). Жилые дома деревни, таким образом, находятся между трассой и железнодорожными путями. На станции Добывалово останавливаются пригородные поезда, на которых можно доехать до Бологого Тверской области. Без остановки мимо станции следуют поезда Москва-Псков, имеющие, однако, остановку в близлежащем Валдае.
Поблизости от деревни расположено социальное учреждение ПНИ «Добывалово», которое, тем не менее, находится на территории другого населённого пункта — деревни Зелёная Роща. Также рядом есть озеро Светлое и карьер, добыча ископаемых в котором и дала деревне имя.

## Население
| 2010 |
| ---- |
| 74   |